# 아프리카 집단군
아프리카 집단군(Army Group Africa)은 제2차 세계 대전 당시 에르빈 롬멜(Erwin Rommel)은 프랑스가 버린 마레트 라인의 요새 앞에 병력을 전개할 계획을 세웠고 튀니지로 들어오는 남과 북의 협곡을 쉽게 방어하기 위해서 북쪽은 한스위르겐 폰 아르님이 지휘하는 제5기갑군이 담당하고 남쪽에 있는 마레트 방어선은 조반니 메세가 지휘하는 이탈리아 제1군이 담당하면서 카세린 협곡 전투 이후에 아프리카 집단군을 창설했다. 1943년 5월 연합군에게 항복하면서 해체되었다.

## 전투 서열
- 독일 제5기갑군 (북부군)
  - 제10기갑사단
  - 제1강하기갑사단 헤르만 괴링
  - 제334보병사단
  - 제501중전차대대
  - 제504중전차대대
  - 제1산악보병사단
  - 제5팔슈름예거 연대
- 이탈리아 제1군 (남부군)
  - 이탈리아 20 차량화군단
    - 제136보병사단
    - 제101차량화사단
    - 독일 제90경사단

  - 제21군단
    - 제80보병사단
    - 제16차량화사단
    - 독일 제164보병사단

  - 아프리카 군단
    - 제15기갑사단
    - 제21기갑사단
    - 제131기갑사단 (센타우로)